# Čaradice
Čaradice es un municipio del distrito de Zlaté Moravce en la región de Nitra, Eslovaquia, con una población estimada a final del año 2024 de 545 habitantes.
Se encuentra ubicado al noreste de la región, a unos 120 km al este de Bratislava, cerca de la frontera con las regiones de Banská Bystrica y Trenčín.

## Demografía
| Año        | 1994 | 2004    | 2014    | 2024    |
| ---------- | ---- | ------- | ------- | ------- |
| Población  | 555  | 517     | 515     | 545     |
| Diferencia |      | −6,84 % | −0,38 % | +5,82 % |

| Año        | 2023 | 2024    |
| ---------- | ---- | ------- |
| Población  | 534  | 545     |
| Diferencia |      | +2,05 % |